# Il tunnel della libertà
Il tunnel della libertà è una miniserie televisiva del 2004 di Enzo Monteleone, tratta dall'omonimo romanzo di Ellen Sesta.

## Trama

### Prima parte
Berlino, agosto 1961. A causa della Guerra Fredda, la città è divisa in due parti: quella occidentale appartiene alla Repubblica Federale Tedesca (controllata dagli americani, dagli inglesi e dai francesi), mentre quella orientale alla Repubblica Democratica Tedesca (controllata dall'Unione Sovietica). Fino ad allora, nonostante questa divisione, il passaggio da una parte all'altra della città era consentito a tutti i Berlinesi.
Domenico Sesta (Mimmo) e Luigi Spina (Gigi), due giovani ingegneri italiani residenti nella zona Ovest della città, si recano al battesimo della figlia di un loro amico, Peter, residente a Berlino Est insieme alla moglie Evelyne e all'anziana madre. Durante i festeggiamenti, ai quali partecipano anche la moglie di Peter, la madre e gli amici Thomas e Markus, mediante una telefonata giunge una notizia agghiacciante: il governo sovietico della DDR ha preso la decisione di chiudere tutti i varchi di transito tra i settori orientali e occidentali, bloccando così la popolazione all'interno dei due blocchi. Nel momento della chiusura del confine, nella confusione totale creata dalla folla disperata per il triste evento, Mimmo e Gigi, essendo italiani, riescono ad ottenere il permesso di rientrare a Berlino Ovest, mentre Peter e i loro amici rimangono bloccati nella zona Est.
Le guardie di frontiera e le autorità sovietiche erigono in poche ore un reticolato di separazione tra due i settori, inizialmente formato da strati di filo spinato. Durante la notte, Thomas e Markus riescono a fuggire a Berlino Ovest con l'aiuto di Hasso, un berlinese che era rimasto bloccato come loro nella parte est della città. I due raggiungono in fretta gli amici e raccontano della loro fuga, accennando tristemente al fatto che Peter aveva rinunciato all'impresa per non mettere in pericolo la moglie e la figlia.
Nei giorni successivi, la popolazione assiste, attonita e impotente, alla costruzione di un muro in cemento armato alto 2,5 metri che separerà definitivamente l'Est dall'Ovest e impedirà ogni tentativo di fuga. Esso sarà tristemente conosciuto e ricordato come il Muro di Berlino. Alle guardie viene dato l'ordine di sparare a chiunque cerchi di scavalcarlo. Le famiglie vengono disgregate, gli amici vengono separati. Dopo alcuni giorni, vengono aperti tre blocchi di frontiera, ma il passaggio è consentito solamente agli stranieri e ai residenti di Berlino Ovest, purché muniti di passaporto; i cittadini della Germania Est sono dunque esclusi da tale permesso. Mimmo e Gigi fanno visita all'amico Peter e cercano di trovare una soluzione per far fuggire lui e la sua famiglia dalla DDR. A Mimmo viene così in mente l'idea di costruire un tunnel sotterraneo che avrà origine all'interno di una vecchia fabbrica di Berlino Ovest e sbucherà nei sotterranei di un condominio all'Est.
I due ingegneri iniziano i lavori per la costruzione del tunnel, ma, rendendosi conto che da soli non possono farcela, chiedono aiuto a Thomas, Markus e Hasso. Anche Rolf, che lavora presso la biblioteca dell'università di Berlino Ovest, si unisce al gruppo. I sei giovani sono tutti intenzionati a portare in occidente le rispettive famiglie e gli amici. Nel frattempo Peter, essendo rimasto bloccato in Germania Est ed essendo tenuto sotto controllo dalle autorità del governo sovietico, si trova a dover affrontare enormi difficoltà: gli viene negato il permesso di continuare i suoi studi all'Ovest e gli viene imposto un lavoro in una fabbrica dell'Est. Lo scavo del tunnel procede spedito, fino a quando un allagamento del tunnel gli impedisce di proseguire. Mimmo e Gigi avvertono l'amico Peter dell'accaduto, ma apprendono la notizia che egli dovrà partire fra un mese per il servizio militare, che lo porterà a star via per due anni. L'urgenza della fuga di Peter persuade Mimmo ad affidarsi ad un profugo dell'Est che ha organizzato una fuga con un camion che tenterà di sfondare il posto di confine. Nell'ora convenuta Evelyne e gli altri salgono sul camion, ma Peter manca l'appuntamento. Intanto, in prossimità del muro, il camion è bloccato da un cingolato. Mentre i fuggiaschi si dileguano, Peter, inconsapevole dell'accaduto e deciso a tentare ugualmente la fuga per non separarsi dalla famiglia, tenta di superare il muro in un altro punto, ma viene colpito e ucciso dalle guardie.

### Seconda parte
Mimmo, disperato per la morte di Peter, trova conforto in Ellen, la giovane tedesca di cui è innamorato, che viene a sapere della costruzione del tunnel e delle difficoltà incontrate dai ragazzi. Ella suggerisce così ai due di rivolgersi ad un famoso giornalista della NBC; seguendo il suggerimento della ragazza, i due amici riescono a raggiungere un accordo con l'americano: in cambio di un finanziamento per l'acquisto di una pompa di aspirazione dell'acqua, essi avrebbero concesso la ripresa esclusiva dello scavo clandestino e della fuga. Il gruppo può riprendere così la costruzione del tunnel.
Intanto Rolf, recatosi a Berlino Est per far visita a Karin, la sua ragazza, viene subito fermato dalla Stasi (i servizi di sicurezza della Germania Est) e portato nell'ufficio di Sierk, il loro capo. L'uomo è venuto a conoscenza del fallito tentativo di fuga con il camion e, attraverso severe percosse e la minaccia di arrestare Karin, riesce a costringere Rolf a collaborare con lui nelle indagini sulle fughe clandestine senza farsi scoprire dai compagni.
Per anticipare la data della fuga, Mimmo decide di aprire l'uscita del tunnel in un'altra strada e di non riferire nulla ai compagni per evitare una fuga di notizie. Gli unici ad essere a conoscenza del piano dunque sono lui e l'amico Gigi. Durante i lavori quest'ultimo rimane travolto da un crollo rompendosi una gamba; Ellen decide così di diventare la nuova staffetta per la fuga al suo posto. I compagni vengono informati del nuovo piano e del nuovo punto di fuga.
Arriva finalmente il giorno della fuga. Rolf ha già informato Sierk del punto in cui sbucherà il tunnel, ma i suoi compagni sono inconsapevoli del pericolo che li attende. Intanto Ellen supera il checkpoint e si posiziona nel punto da cui avrebbe ricevuto il segnale per portare in salvo il primo gruppo di fuggiaschi. Mimmo scava gli ultimi centimetri del tunnel e riesce a penetrare nell'edificio di Berlino Est, ma, colpo di scena: non trova la Stasi ad attenderlo, questo perché Rolf non ha riferito a Sierk del cambiamento di programma e gli ha dunque riferito delle coordinate errate. Nel momento in cui viene lanciato il segnale, Ellen, con la massima discrezione, riesce a condurre i due gruppi di fuggiaschi verso il tunnel. Nel frattempo Sierk, appostato nella prima cantina prescelta, capisce che la soffiata di Rolf è falsa e si mette alla ricerca di Karin per prenderla in ostaggio. All'avvistamento della ragazza, che stava ormai per entrare nell'edificio per la fuga, Sierk scopre il vero luogo della fuga e vi fa irruzione. Messa in salvo Karin, Rolf tenta di fermare Sierk, ma viene ferito da un colpo di pistola. Mimmo trascina l'amico all'interno del tunnel e durante la fuga Rolf confessa di essere stato costretto con la forza a collaborare con la Stasi, ma viene perdonato.
Arrivata ormai dall'altra parte, Karin dà l'allarme e avvisa i compagni del pericolo imminente. Gigi decide così di fermare Sierk attraverso una cinepresa con il quale, insieme a Mimmo, riprende il suo sconfinamento illegale e lo costringe dunque a ritirarsi, per il semplice motivo che, essendo ormai nel territorio di Berlino Ovest, la Stasi non ha più alcuna giurisdizione sui fuggiaschi. I due amici, usciti dalla vecchia fabbrica, vengono accolti in festa dalle persona salvate, dopodiché Mimmo si precipita al checkpoint alla ricerca della sua ragazza che si trova ancora nella DDR. Sierk dà l'ordine di chiudere tutti i varchi di confine e di non far passare nessuno. Ellen fa appena in tempo a ricevere l'autorizzazione per passare pochi secondi prima dell'arrivo di Sierk, ma, mentre si sta allontanando dal settore Est, viene subito bloccata dalle guardie sovietiche, che minacciano di sparare se avesse proseguito oltre. Trovandosi proprio sulla linea di confine ed essendo una cittadina dell'Ovest, i soldati americani intervengono subito in suo soccorso, puntando le armi contro i sovietici. Si crea dunque una situazione di stallo. A quel punto sarà l'intervento di Mimmo a salvare la ragazza e segnare il definitivo successo dell'impresa.

## Produzione
Il film è stato interamente girato in Ungheria a Budapest per volere del regista Enzo Monteleone perché secondo lui conservava (ma ancora per poco) lo scenario e le atmosfere di quegli anni raccontati nel film.http://www.hwupgrade.it/forum/archive/index.php/t-802175.html

## Differenze con la realtà
- Il vero cognome dell'amico Peter era "Smith" e non "Reuter" (come scritto sulla sua tomba).
- Nel film Peter viene ucciso dalle guardie sovietiche mentre cerca di scavalcare il muro; in realtà quest'episodio non si verificò mai ed egli riuscì a fuggire con la sua famiglia attraverso il tunnel.
- La data della fuga fu fissata per il 12 settembre, mentre nel film compare il 14 febbraio come data di fuga, largamente in anticipo rispetto a quella reale.
- Il gruppo di volontari che costruì il tunnel comprendeva oltre 40 persone, mentre nel film sono solo in 6.